# Aeroportul Nanaimo
Aeroportul Nanaimo (IATA: YCD, ICAO: CYCD) este un aeroport din Columbia Britanică, Canada ce deservește zona Nanaimo. Aeroportul a fost tranzitat în 2021 de 171.616 pasageri. A fost numit după zona deservită.
Situat la o altitudine de 28 m, aeroportul dispune de o singură pistă.